# Randy Culpepper
Randy Lechard Culpepper (ur. 16 maja 1989 w Memphis) – amerykański koszykarz, występujący na pozycjach rozgrywającego oraz rzucającego obrońcy, obecnie zawodnik Scafati Basket.
1 października 2018 został zawodnikiem południowokoreańskiego Anyang KGC.
13 lutego 2019 dołączył do tureckiego Afyon Belediyespor.
5 lutego 2020 zawarł umowę z włoskim Pistoia Basket 2000. 9 lipca podpisał kontrakt z włoskim Scafati Basket.

## Osiągnięcia
Stan na 14 marca 2021, na podstawie, o ile nie zaznaczono inaczej.

### NCAA
- Uczestnik turnieju NCAA (2010)
- Mistrz sezonu regularnego konferencji USA (2010)
- Zawodnik roku konferencji USA (2010)[7]
- MVP turnieju Don Haskins Sun Bowl Invitational (2010)
- Najlepszy rezerwowy sezonu konferencji USA (2008)
- Zaliczony do:
  - I składu:
    - C-USA (2010, 2011)
    - pierwszoroczniaków USA (2008)
    - turnieju:
      - C-USA (2010, 2011)
      - College Basketball Invitational (2009)
      - Legends Classic (2011)

  - składu Honorable Mention All-American (2010 przez Associated Press)
  - III składu C-USA (2009)

### Drużynowe
- Zdobywca pucharu Ukrainy (2013)
- Finalista pucharu ukraińskiej Superligi (2012)

### Indywidualne
- MVP:
  - pucharu ukraińskiej Superligi (2012)
  - miesiąca ligi ukraińskiej (grudzień – 2011, luty, marzec, październik – 2012, styczeń – 2013)
  - tygodnia:
    - ligi ukraińskiej (3, 8, 10, 12, 16, 17 – 2011/12)
    - VTB (1 – 2013/14)
- Uczestnik meczu gwiazd ligi:
  - tureckiej (2016)
  - ukraińskiej (2012)
- Zaliczony do I składu ligi ukraińskiej (2012)
- Lider:
  - strzelców:
    - ligi VTB (2015)
    - Eurocup (2015)
    - ligi ukraińskiej (2012, 2013)

  - w przechwytach ligi włoskiej (2018)